# András görög királyi herceg
András görög királyi herceg, hivatalosan András görög és dán királyi herceg (görögül: Πρίγκιπας Ανδρέας της Ελλάδας; Athén, 1882. január 20. – Monte-Carlo, 1944. december 3.) görög és dán királyi herceg, a szangarioszi csata vesztes parancsnoka.

## Élete

### Származása és fiatalkora
András herceg – családi becenevén Andrea – I. György görög király negyedik fiaként, egyben hetedik gyermekeként jött világra 1882-ben. Édesapja, mielőtt felajánlották volna számára a görög trónt, dán királyi hercegi címet viselt, melyet továbbörökített gyermekei számára is. Édesanyja, Olga Konsztantyinovna orosz nagyhercegnőként a Romanov-házból származott.
András és legfiatalabb bátyja, Miklós igen fiatalon kerültek be a pireuszi katonai iskolába, melyet azonban 1908-ban egy nacionalista szerveződés miatt kénytelenek voltak otthagyni. Az 1912–1913-as első Balkán-háború alatt nem teljesített aktív frontszolgálatot; egy katonai kórházat üzemeltetett helyette. Az első világháború alatt bátyja, I. Konstantin király megbízásából tárgyalt az Egyesült Királysággal, s közben a brit képviselőház azzal gyanúsította meg, hogy német titkos ügynök.

### Házassága
1903. október 3-án, Darmstadtban, polgári menyegzőn feleségül vette Aliz battenbergi hercegnőt, Lajos Sándor battenbergi herceg, Milford Haven őrgrófjának leányát. A következő napon tartották a templomi esküvőket: egy evangélikusat a kastély templomában és egy görög ortodoxot a Mathildenhöhe orosz kápolnájában.
A házasságból öt gyermekük, négy leány és egy fiú született:
- Margit hercegnő (1905–1981), később Hohenlohe–Langenburg hercegnéje
- Teodóra hercegnő (1906–1969), házassága révén Baden őrgrófnéja
- Cecília hercegnő (1911–1937), Hessen nagyhercegnéje
- Zsófia hercegnő (1914–2001), előbb hesseni, majd hannoveri hercegné
- Fülöp herceg (1921–2021), II. Erzsébet brit királynő férjeként Edinburgh hercege.

### Száműzetésben, a görög–török háború
1917. június 11-én lemondott I. Konstantin király a fia, Sándor herceg javára. A királyi család több tagjának is száműzetésbe kellett vonulnia. András herceg és családja Konstantin királlyal Svájcba költözött, ám 1920-ban, Sándor herceg halála után Konstantint visszahívták a trónra. András herceg is hazatért, és Korfu szigetén telepedett le. A király kérésére megint belépett a hadseregbe, és harcolt az 1919-ben kitört görög–török háborúban. A herceg a szangarioszi csatában a Második Görög Hadtest parancsnokaként vett részt, ám a csatát a görögök elvesztették. A súlyos veszteségek miatt lázadások törtek ki, a monarchia megbukott, András herceget pedig bíróság elé állították. Bűnösnek nyilvánították, és életfogytiglani száműzetésre ítélték. A herceg és családja a HMS Calypso brit hajó fedélzetén menekült el Görögországból. A család Saint-Cloud-ba költözött, ahol András fivére és sógornője, György herceg és Marie Bonaparte éltek.
1930-ban a herceg könyvet írt a szangarioszi ütközetről a Katasztrófa felé: a görög hadsereg Kisázsiában, 1921-ben címmel. A száműzetés évei alatt a herceg leányai Németországban telepedtek le, míg fia, Fülöp herceg angol rokonsága felé vonzódott, majd később feleségül is vette II. Erzsébet brit királynőt. Feleségét, Alizt skizofréniával diagnosztizálták az orvosok, így a hercegné egy svájci szanatóriumba vonult. 1932-es felépülése után azonban nem volt hajlandó visszatérni a férjéhez, helyette közép-európai utazásokat tett. 1936-ban, a királyság restaurálása után a herceget sújtó büntetést semmisnek mondták ki, így májusban András visszatérhetett Görögországba. 1937-ben harmadik leánya, Cecília és családja egy repülőgép szerencsétlenség során életét vesztette, és a tragikus esemény újból közelebb hozta egymáshoz a házaspárt, ám életük végéig külön éltek.
1938-ban Aliz hercegné is visszatért Görögországba, hogy vallási életet éljen, ekkor azonban András herceg már a francia Riviérán  élt szeretője, Andrée de La Bigne grófnő társaságában szállodákban, apartmanokban, vagy a tengert járta egy jachton. A második világháborút is a Riviérán vészelte át, míg a királyi család Dél-Afrikába menekült, Aliz hercegné pedig a görög fővárosban maradt.
András herceg 1944. december 3-án, a monte-carlói Metropol szállodában hunyt el szívelégtelenség és érelmeszesedés következtében. A Tatoi-palota mellett, a görög királyi család egykori nyári rezidenciáján, temetkezőhelyén helyezték örök nyugalomra.

## Fordítás
- Ez a szócikk részben vagy egészben  az   André de Grèce című francia Wikipédia-szócikk fordításán alapul.  Az eredeti cikk szerkesztőit annak laptörténete sorolja fel. Ez a jelzés csupán a megfogalmazás eredetét és a szerzői jogokat jelzi, nem szolgál a cikkben szereplő információk forrásmegjelöléseként.